# Petra E. Jörns

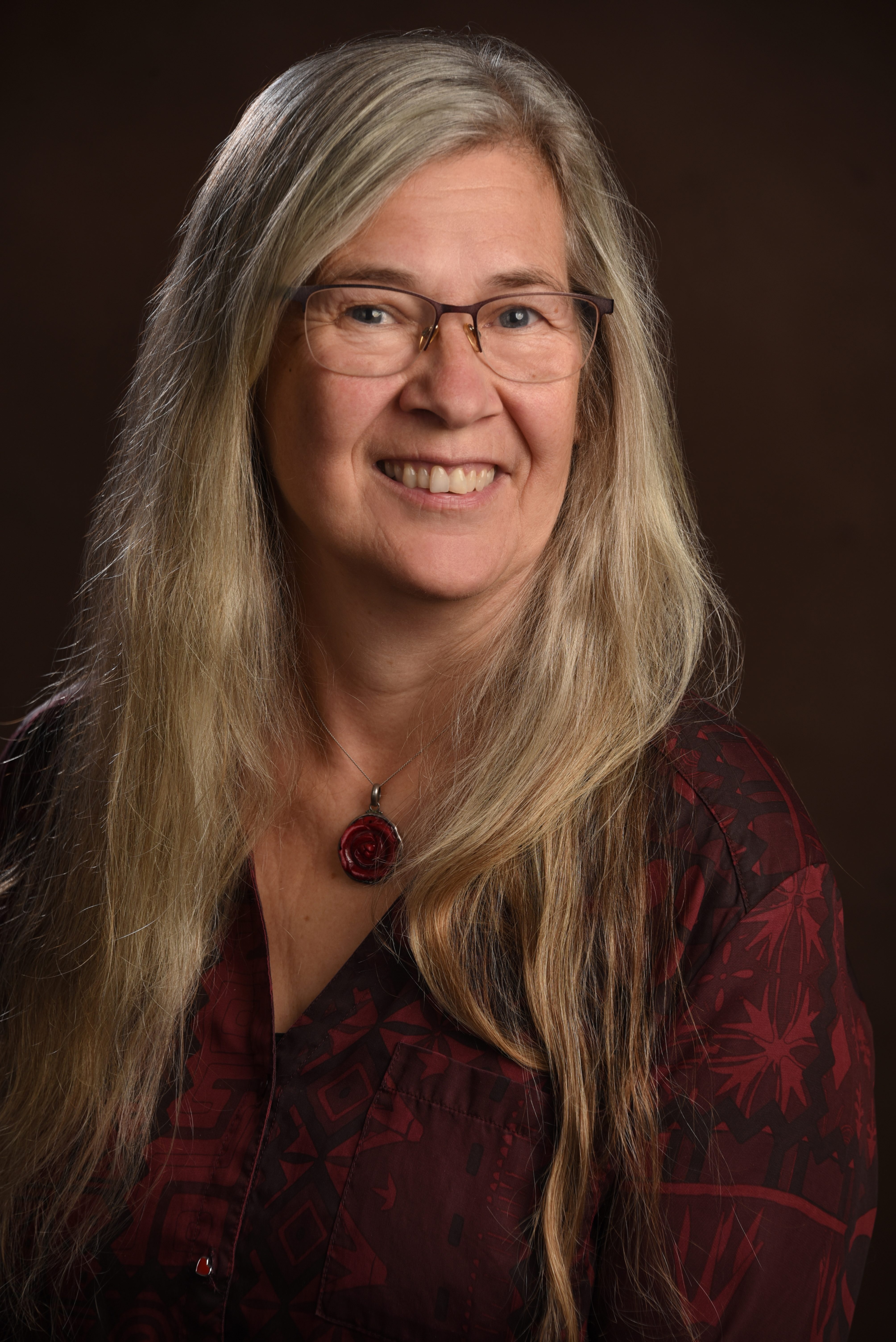
Petra E. Jörns (2023)

Petra Erna Jörns (* 8. April 1964 in Rödersheim-Gronau) ist eine deutsche Schriftstellerin in den Genres Science-Fiction, Fantasy, historische Liebesromane und Krimis. Sie verfasst ihre Werke auch unter den Pseudonymen P. E. Jones und Patricia E. James.

## Leben
Jörns wuchs in ihrem Geburtsort Rödersheim-Gronau in Rheinland-Pfalz auf und ging dort zur Grundschule. Nach dem Abitur am Geschwister-Scholl-Gymnasium in Ludwigshafen am Rhein studierte sie Biologie an der Universität Kaiserslautern, wo sie 1989 als Diplom-Biologin abschloss. Seit 1994 ist sie als selbständige Biologin im Naturschutz tätig und betreut für das Land Rheinland-Pfalz die Schutzgebiete in ihrem Heimatlandkreis, dem Rhein-Pfalz-Kreis. Im Jahre 2004 gründete sie mit ihrem Mann Thomas Seeliger die bgjs Bürogemeinschaft Jörns & Seeliger GbR.
1991 wurden ihre ersten Kurzgeschichten veröffentlicht. 2014 folgte die Veröffentlichung des ersten Bandes ihrer SF-Military-Reihe Space Troopers, die mit der Fortsetzung Space Troopers – NEXT bis 2022 lief. Parallel dazu schrieb sie an den beiden SF-Epen Fremde Heimat und Im Licht der Horen. 2024 erschien mit Hungerstein ihr erster Krimi, der in der Nibelungenstadt Worms spielt. Sie wird vertreten von der Agentur Ashera.
Jörns ist seit 2017 Mitglied der Vereinigung deutschsprachiger Liebesroman-Autoren und -Autorinnen (Delia), seit 2000 im Verein der 42er Autoren und Mitglied bei FOLLOW. Nebenbei ist sie leidenschaftliche Tisch- und Liverollenspielerin im Fantasy und Science Fiction Genre (u. a. Star Trek) und hat im Zuge dieser Tätigkeit am Das Schwarze Auge-Regionalband Unter dem Westwind mitgewirkt, Artikel für den Aventurischen Boten geschrieben und Liverollenspiele veranstaltet. Das Rollenspiel dient ihr auch als Inspiration für ihre Bücher.
Für den Naturschutz ist sie neben ihrer Tätigkeit für das Land Rheinland-Pfalz zudem ehrenamtlich engagiert in den Naturschutzbeiräten der Stadt Speyer und des Rhein-Pfalz-Kreises und in der AG Naturstadt ihres Heimatdorfes. Seit 2023 ist sie Mitglied der Partei Bündnis 90/Die Grünen und Stellvertretende Sprecherin der Landesarbeitsgemeinschaft Energie und Ökologie.
Sie lebt mit ihrem Mann und ihrem Sohn in Rödersheim-Gronau.

## Bibliografie

### Space Troopers
- Space Troopers 01 – Hell´s Kitchen. Bastei Lübbe 2014, ISBN 978-3-8387-5494-9
- Space Troopers 02 – Krieger. Bastei Lübbe 2014, ISBN 978-3-8387-5811-4
- Space Troopers 03 – Die Brut. Bastei Lübbe 2014, ISBN 978-3-8387-5812-1
- Space Troopers 04 – Die Rückkehr. Bastei Lübbe 2014, ISBN 978-3-8387-5813-8
- Space Troopers 05 – Die Falle. Bastei Lübbe 2014, ISBN 978-3-8387-5814-5
- Space Troopers 06 – Die letzte Kolonie. Bastei Lübbe 2014, ISBN 978-3-8387-5815-2
- Space Troopers 07 – Das Artefakt. Bastei Lübbe 2015, ISBN 978-3-7325-1030-6
- Space Troopers 08 – Sprung in fremde Welten. Bastei Lübbe 2015, ISBN 978-3-7325-1031-3
- Space Troopers 09 – Überleben. Bastei Lübbe 2015, ISBN 978-3-7325-1032-0
- Space Troopers 10 – Ein riskanter Plan. Bastei Lübbe 2015, ISBN 978-3-7325-1033-7
- Space Troopers 11 – Der Angriff. Bastei Lübbe 2015, ISBN 978-3-7325-1033-7
- Space Troopers 12 – Der Anschlag. Bastei Lübbe 2015, ISBN 978-3-7325-1035-1
- Space Troopers 13 – Sturmfront: Bastei Lübbe 2016, ISBN 978-3-7325-3023-6
- Space Troopers 14 – Faktor X. Bastei Lübbe 2016, ISBN 978-3-7325-3032-8
- Space Troopers 15 – Eiskalt. Bastei Lübbe 2016, ISBN 978-3-7325-3129-5
- Space Troopers 16 – Ruhm und Ehre. Bastei Lübbe 2016, ISBN 978-3-7325-3130-1
- Space Troopers 17 – Blutige Ernte. Bastei Lübbe 2016, ISBN 978-3-7325-3131-8
- Space Troopers 18 – In Ewigkeit. Bastei Lübbe 2017, ISBN 978-3-7325-3132-5

### Space Troopers NEXT
- Space Troopers NEXT 1 – Neu Terra. Bastei Lübbe, ISBN 978-3-7517-0276-8
- Space Troopers NEXT 2 – Kalter Entzug. Bastei Lübbe, ISBN 978-3-7517-0277-5
- Space Troopers NEXT 3 – Ohne Kontakt. Bastei Lübbe, ISBN 978-3-7517-0278-2
- Space Troopers NEXT 4 – Der Hüter. Bastei Lübbe, ISBN 978-3-7517-0279-9
- Space Troopers NEXT 5 – Boarding. Bastei Lübbe, ISBN 978-3-7517-0280-5
- Space Troopers NEXT 6 – Jekaterina. Bastei Lübbe, ISBN 978-3-7517-2363-3
- Space Troopers NEXT 7 – Yoona. Bastei Lübbe, ISBN 978-3-7517-2364-0
- Space Troopers NEXT 8 – Ricky. Bastei Lübbe, ISBN 978-3-7517-2365-7
- Space Troopers NEXT 9 – Andrew. Bastei Lübbe, ISBN 978-3-7517-2366-4
- Space Troopers NEXT 10 – Carl. Bastei Lübbe, ISBN 978-3-7517-2367-1

### Andere SF-Serien und Einzeltitel
- Im Licht der Horen 1: Auge – erstes Licht. Plan9 Verlag 2020, ISBN 978-3-948700-03-4
- Im Licht der Horen 2: Anatole – Sonnenaufgang. Plan9 Verlag 2021, ISBN 978-3-948700-43-0
- Im Licht der Horen 3: Sponde – Opfer. p.machinery Verlag 2023, ISBN 978-3-95765-360-4
- Fremde Heimat. p.machinery Verlag, ISBN 978-3-95765-196-9

### Fantasy, Romance und Krimi
- Das Geheimnis der Nonne – Blutbann. dotbooks 2015, ISBN 978-3-95824-345-3
- Das Geheimnis der Nonne – Blutnacht. dotbooks 2016, ISBN 978-3-95824-347-7
- Das Geheimnis der Nonne – Blutzauber. dotbooks 2016, ISBN 978-3-95824-348-4
- Erben des Zorns. dotbooks 2016, ISBN 978-3-95824-549-5
- Schwert des Zorns – Der Bastard. dotbooks 2016, ISBN 978-3-95824-550-1
- Schwert des Zorns – Der Novize. dotbooks 2016, ISBN 978-3-95824-551-8
- Im Rausch der Verlockung. Droemer Knaur, ISBN 978-3-426-43359-1
- Im Schatten der Rose. Droemer Knaur, ISBN 978-3-426-43791-9
- Schicksal in den Highlands – Emmas Erbe. dp Verlag, ISBN 978-3-96817-443-3
- Blutlinie. Ashera Verlag, ISBN 978-3-948592-78-3
- Meine Pilgerreise ins Heilige Land 1901 (Hrsg.), Saphir im Stahl, ISBN 978-3-943948-31-8
- Hungerstein. Weltbild, ISBN 978-3-98507-240-8

### Kurzgeschichten
- Bed of Roses. In: Roboterliebe, Saphir im Stahl, ISBN 978-3-943948-18-9
- Die Macht der Götter. In: Geheimnisvolle Geschichten, Wunderwaldverlag, ISBN 978-3-940582-29-4
- Lady Janes Kinder. In: Piraten, Piraten! Saphir im Stahl, ISBN 978-3-943948-02-8
- Siegfried's Blade. In: Dreamers in Hell, Perseid Press, ISBN 978-0-9892100-2-7
- Sternensilber. In: Die Steampunk-Chroniken 1.5 – Geschichten aus dem Æther, Common Licence, Hrsg. Stefan Holzhauer, ISBN 978-1-4800-6054-8
- Wandlung. In: Dark Vampire Romantruhe, Geisterspiegel.de
- Zeitlos. In: Geheimnisvolle Geschichten 2 – Steampunk, Saphir im Stahl, ISBN 978-3-9813823-3-4